# 水陸両用モビルスーツ
水陸両用モビルスーツ（すいりくりょうようモビルスーツ、 AMPHIBIOUS MOBILE SUIT）は、アニメ『機動戦士ガンダム』をはじめとする『ガンダムシリーズ』に登場する、架空の兵器の分類の一つ、モビルスーツ (MS) のうち、水中・陸上共に運用可能なものを指す。

## 宇宙世紀シリーズ
シリーズ中ではテレビアニメ『機動戦士ガンダム』に登場したゴッグが初登場。
設定面においては、メガ粒子砲の使用に耐えうる核融合炉を積載するために水冷が可能であったことと、独力で地上上陸作戦を行えることから水陸両用機が開発されたとする資料が存在する。また、ジオン公国軍は一年戦争における地球侵攻作戦の途上、広大な水域も支配する必要性を認識。主力兵器であるMSを水域に投入するためにザクIIを改良したMS-06M 水中用ザクが開発された。ある程度の成果を得たものの、期待されたほどの性能は発揮できなかったため、設計段階から水域での運用に特化したMSの開発を決定。新たに水陸両用MSという分類型式が設けられ、水中用ザクには水陸両用MSを示すMSM-01の型式番号が与えられ、以後開発された機体はこの番号に続いたとする資料もみられる。また、水陸両用MSの開発段階ではアマゾン川流域に存在する地球連邦軍総司令部ジャブロー攻略に特化した「特務用MS（アッグシリーズ）」という機体群も開発され、アッグ、アッグガイ、ジュアッグ、ゾゴックはこれに分類される。環状の装甲を備えた関節部は「フレキシブル・ベロウズ・リム」と呼ばれ、これは複数の関節をもった作動肢によって航行時の抵抗低減や、水中での機動を行うものとしている。
ジオン公国の水陸両用MSはかなりの数の機種が開発されたが、ほとんどの機体が一年戦争中に失われた模様で、後年に地球連邦軍による鹵獲機や、ジオン残党軍による運用事例はきわめて少ない。一年戦争終結後はMS自体の能力向上により汎用型MSでもある程度水中行動が可能になったほか、サブフライトシステムの普及でMSの作戦活動が空中主体になったうえ、宇宙艦艇を大気圏内の空中で運用できるようになったことで水上・水中艦艇の存在意義自体が失われ、連邦軍海軍部隊そのものが劇中にほとんど登場しなくなったこともあり、地球上で水域および沿岸域を巡る大規模軍事行動が行われる蓋然性も低下した。それゆえに水陸両用MSの存在意義も失われ、連邦軍においてジオンのように設計段階から水域用として設計された機種は、ペーパープランまで含めても確認されていない。
第一次ネオ・ジオン抗争時には、ネオ・ジオンがカプールを開発したものの少数の運用に留まり、地球連邦軍もネオ・ジオンも海洋作戦では一年戦争時の汎用機や陸戦機のマイナーチェンジであるアクア・ジム、ザク・マリンタイプ、ザク・マリナーなどを約20年間も使い続けた。
ウェブサイト掲載『A.O.Z Re-Boot』においてはアクア・ハンブラビIIが登場。マリン・ハイザックや他のMSに水中戦用強化パーツとして合体することで、バーザムを初めとするティターンズおよび地球連邦軍が運用する多数の汎用MSを必要に応じて水陸両用MSとすることが可能というものだったが、マリン・ハイザックとの合体機(アクア・ハイザック)はティターンズにおいてはほぼ使用されず、後に火星のジオン軍残党組織「レジオン」によって運用されている。
OVA作品『機動戦士ガンダムUC』では「袖付き」が運用したゼー・ズールが登場。
- MS-06M (MSM-01) ザク・マリンタイプ
- MSM-02 水中実験機
- MSM-03-1 プロトタイプゴッグ
- MSM-03 ゴッグ
- MSM-03C ハイゴッグ
- MSM-04 アッガイ
- MSM-04G アッグガイ
- MSM-04N ジュアッグ
- MSM-06 ジュリック
- MSM-07 ズゴック
- MSM-07E ズゴックE
- MSM-08 ゾゴック
- MSM-10 ゾック
- MAM-11 ロック（可変MA）
- EMS-05F アゾック
- RGM-79U ジム・スループ
- RAG-79 アクア・ジム
- RAG-79-G1 水中型ガンダム
- RX-78AL アトラスガンダム
- RX-77AQ ガンキャノン・アクア
- MSA-005S メタス・マリナー
- RX-106M マリン・ハイザック
- RMS-188MD ザク・ダイバー
- RMS-192M ザク・マリナー
- RX-154M アクア・バーザム
- AMX-109 カプール
- AMX-008M ガ・ゾウムマリンタイプ
- AMS-119M マリン・ドーガ
- AMS-129M ゼー・ズール
- OMSM-07RF RFズゴック
- F90M ガンダムF90マリンタイプ
- ZMT-15M ガルグイユ
- CEM-217-82065 グッピー

## 機動武闘伝Gガンダム
ネオメキシコの水陸両用MSとしてペスカトーレが登場。また、デスアーミーの水中戦用ユニット装備型としてデスネービーが登場する。
- P-143S ペスカトーレ
- デスネービー
- 水陸両用のモビルファイター
  - GF13-026ND マーメイドガンダム
  - GF13-049NM テキーラガンダム

## 新機動戦記ガンダムW
水中戦用MSとしてパイシーズとキャンサーが登場する。
- OZ-09MMS パイシーズ

## 機動新世紀ガンダムX
旧連邦軍が開発した水陸両用MSとしてドーシート、その発展型のドーシートIIIが登場する。
- DTM-7000 ドーシート
- DTM-7200 ドーシートIII

## ∀ガンダム
イングレッサ領にて、宇宙世紀に使われていたカプールに酷似している「カプル」が大量に発掘されている。物語作中序盤では陸戦に使われていたが、後に水中戦が得意であることが発覚している。
- AMX-109 カプル

## 機動戦士ガンダムSEED
コズミック・イラ作品において、『機動戦士ガンダムSEED』では、ザフトは地上において7割の占める海での戦いの為、水陸両用MSが導入されている。
『ガンダムSEED MSV』において、地球連合軍はフォビドゥンに採用されたエネルギー偏向装甲「ゲシュマイディッヒ・パンツァー」を耐圧用途に転用したフォビドゥンブルーを開発。ザフトの水陸両用MSに対抗した。
- UWMF/S-1ジンワスプ
- UEMF/S-1 ジンワスプ改
- YF-3A ジンフェムウス
- UMF-4A グーン
- UMF-5 ゾノ
- UMF/SSO-3 アッシュ
- GAT-X255 フォビドゥンブルー
- GAT-706S ディープフォビドゥン
- GAT-707E フォビドゥンヴォーテクス
- ZGMF-X31S (RGX-02) アビス

## 機動戦士ガンダム00
模型雑誌企画『ガンダム00V』において、連邦軍（アロウズ）が開発したスペルビア ジンクスが登場。将校やライセンサー専用の機体であるため、少数生産に留まっている。
- GNX-612T/AA スペルビア ジンクス

## 機動戦士ガンダムAGE
『機動戦士ガンダムAGE』においては、ヴェイガンが本格的な地球への侵攻を目的として、水陸両用MSのウロッゾを開発している。
- ovw-dc ウロッゾ
- ovw-dc-2gc ウロッゾR

## ガンダム Gのレコンギスタ
『ガンダム Gのレコンギスタ』においては、作中の一勢力であるビーナス・グロゥブが、海洋スペースコロニー群「オーシャン・リング」での作業用MSとして水陸両用型のズゴッギーを開発している。
- ズゴッギー